# Instituto Nacional de Estadística de Cabo Verde
El Instituto Nacional de Estadística (en portugués: Instituto Nacional de Estatística, sigla INE) es el organismo público responsable de los estudios estadísticos de Cabo Verde.  Su actual presidente es Osvaldo Rui Monteiro dos Reis Borges.  El censo de población se lleva a cabo cada primer año de una década; el más reciente fue en 2010. Su oficina principal se encuentra en la Rua da Caixa Económica número 18 en la capital de Praia. 

## Historia
Hasta 1975, bajo el dominio portugués, las estadísticas las realizaba la Oficina Provincial de Estadísticas (Repartição Provincial de Estatística), dependiente del Instituto Nacional de Estadística de Portugal. Cuando Cabo Verde se independizó, el Serviço Nacional de Estadística (SNE), parte del Ministerio de Economía. Su primer presidente fue Edgard Crisóstomo Pinto. A finales de 1985 se creó la Dirección General de Estadística. En 1996, se aprobó la nueva ley del Sistema Estadístico Nacional, y el Instituto Nacional de Estadística (INE) fue creada bajo la dirección de Francisco Fernandes Tavares.